# 科隆日拉马德莱娜
科隆日拉马德莱娜（法語：Collonge-la-Madeleine，法語發音：[kɔlɔ̃ʒ la madlɛn]）是法国索恩-卢瓦尔省的一个市镇，属于欧坦区。

## 地理
科隆日拉马德莱娜（46°56'25"N, 4°31'20"E）面积5.29 平方千米，位于法国勃艮第-弗朗什-孔泰大區索恩-卢瓦尔省，该省份为法国中部省份，北起顺时针与科多尔省、汝拉省、安省、罗讷省、卢瓦尔省、阿列省和涅夫勒省接壤。
与科隆日拉马德莱娜接壤的市镇（或旧市镇、城区）包括：莫尔莱、圣热尔韦叙库什、赛西、坦特里、圣马丹德科米讷。

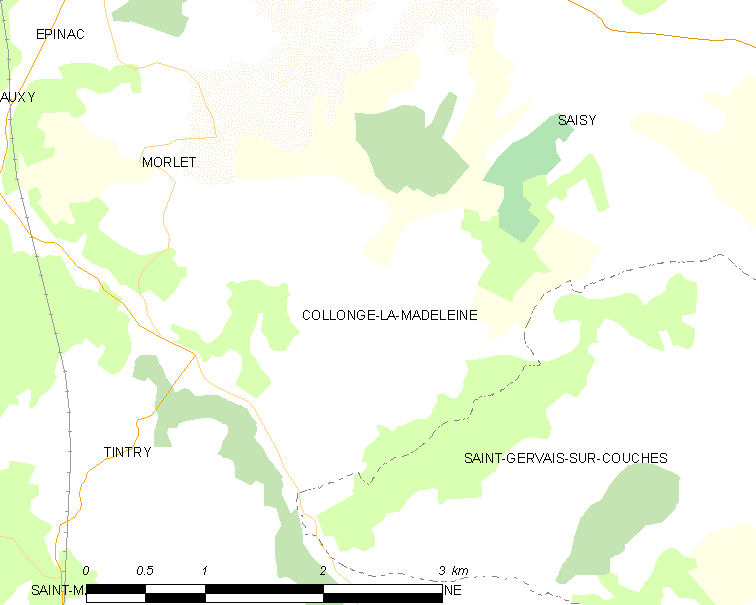
科隆日拉马德莱娜的OSM定位图

科隆日拉马德莱娜的时区为UTC+01:00、UTC+02:00（夏令时）。

## 行政
科隆日拉马德莱娜的邮政编码为71360，INSEE市镇编码为71140。

## 政治
科隆日拉马德莱娜所属的省级选区为欧坦第一县。

## 人口

1962-2008年间科隆日拉马德莱娜人口变化图示

科隆日拉马德莱娜于2022年1月1日时的人口数量为39人。